# Cangur arborícola de Lumholtz
El cangur arborícola de Lumholtz (Dendrolagus lumholtzi) és un cangur arborícola de constitució robusta que viu a les selves pluvials de la regió de la meseta Atherton, a Queensland (Austràlia). La UICN el classifica com a espècie gairebé amenaçada, tot i que les autoritats locals el classifiquen com a espècie rara. Fou anomenat en honor de l'explorador noruec Carl Sofus Lumholtz (1851-1922).